# Нада, Хиба Абу
Хиба Камаль Абу Нада (араб. هبة أبو ندى‎; 24 июня 1991, Мекка, Саудовская Аравия — 20 октября 2023, Хан-Юнис, Палестинская национальная администрация) — палестинская поэтесса, писательница, диетолог и википедистка. Её роман «Кислород не для мертвых» занял второе место на Премии Шарджи за арабское творчество в 2017 году. Она погибла в своём доме в секторе Газа в результате авиаудара Израиля в ответ на нападение террористов ХАМАСа в 2023 году.

## Биография
Абу Нада родилась в Мекке, Саудовская Аравия, 24 июня 1991 года в семье палестинских беженцев из деревни Байт-Джирджа бежавших после Операции «Йоав» в ходе Арабо-израильской войны 1947—1949 годов против египетских экспедиционных сил в Негеве и южной части средиземноморской прибрежной полосы бывшей подмандатной Палестины. Она получила степень бакалавра биохимии в Исламском университете Газы и степень магистра клинического питания в Университете Аль-Азхар.
Некоторое время Абу Нада работала в Центре творчества Русул, связанном с Институтом для сирот Аль-Амаль. Абу Нада опубликовала ряд сборников стихов и роман под названием «Аль-Уксуджин лайса лил-маута» («Кислород не для мертвых», араб. الأكسجين ليس للموتى‎). В 2017 году за свой роман она заняла второе место на 20-й ежегодной премии Шарджи за арабское творчество, проводимой Объединёнными Арабскими Эмиратами. Книга была переиздана Даром Диваном в 2021 году.

### Смерть
Некоторые из её коротких постов в первые дни войны были широко распространены и переизданы; другие были переведены и стали более известны после её смерти. В своём последнем твите, вскоре после начала войны между Израилем и ХАМАСом, она написала:

Ночь в Газе темна, если не считать сияния ракет.

Тиха, если не считать звука бомб,

Страшна, если не считать утешения молитвы,

Черна, кроме света мучеников.

Спокойной ночи, Газа.

Писатель Энтони Анаксагору перевёл стихотворение, которое, как он сообщил, было её последним произведением. Врач и поэт Фади Джуа перевела одно из её сообщений от 18 октября:

Каждый из нас в Газе является либо свидетелем, либо мучеником за освобождение. Каждый ждет, чтобы увидеть, кем из двоих он станет там, наверху, с Богом. Мы уже начали строить новый город на Небесах.

Врачи без пациентов. Никто не истекает кровью. Учителя в переполненных классах. Никаких криков на учеников. Новые семьи без боли и печали. Журналисты пишут и фотографируют вечную любовь. Они все из Газы.

На Небесах новая Газа свободна от осады. Сейчас она обретает форму.

20 октября 2023 года она погибла в результате авиаудара Израиля, находясь в своем доме в Хан-Юнисе на юге сектора Газа. Ей было 32 года.

## Публикации
- I Grant You Refuge. Protean Magazine. Translated by Fakhreddine, Huda. 3 ноября 2023. Дата обращения: 4 ноября 2023.